# Portet
Portet település Franciaországban, Pyrénées-Atlantiques megyében. Lakosainak száma 162 fő (2022. január 1.). Portet Verlus, Viella, Castetpugon, Diusse, Mascaraàs-Haron, Moncla és Tadousse-Ussau községekkel határos.

## Népesség
A település népességének változása:
| Lakosok száma | 165  | 171  | 173  | 169  | 168  | 167  | 165  | 163  | 162  |
|               | 2013 | 2015 | 2016 | 2017 | 2018 | 2019 | 2020 | 2021 | 2022 |